# Martha Coolidge
Martha Coolidge (ur. 17 sierpnia 1946 w New Haven w stanie Connecticut, USA) – amerykańska reżyserka filmowa, okazjonalnie producentka wykonawcza, była prezydentka Gildii Reżyserów Ameryki (ang. Directors Guild of America). Laureatka nagrody Independent Spirit (1992), nominowana także do Emmy (2000).

## Życie prywatne
Jest rozwódką. Jej mężem był filmowiec Michael Backes, za którego wyszła 22 marca 1984 roku. Małżonkowi urodziła dziecko.

## Filmografia
- 2019: Znajdę Cię
- 2010: Zorro Reborn
- 2009: An American Girl: Chrissa Stands Strong
- 2006: Dziedziczki (Material Girls)
- 2004: Książę i ja (Prince and Me, The)
- 2004: 12 wieczorów wigilijnych (Twelve Days of Christmas Eve, The)
- 2003: Brown-Eyed Girl
- 2001: Szczodre serce (Ponder Heart, The)
- 2001: Kino „Flamingo” (Flamingo Rising, The)
- 2000: Gdyby ściany mogły mówić 2 (If These Walls Could Talk 2)
- 1999: Kariera Dorothy Dandridge (Introducing Dorothy Dandridge)
- 1997: Morska przygoda (Out to Sea)
- 1995: Trzy życzenia (Three Wishes)
- 1994: Angie
- 1993: Zagubieni w Yonkers (Lost in Yonkers)
- 1992: Szalona w miłości (Crazy in Love)
- 1991: Historia Rose (Rambling Rose)
- 1989: Detektyw w raju (Trenchcoat in Paradise)
- 1988: Szkolne śledztwo (Plain Clothes)
- 1985: Prawdziwy geniusz (Real Genius)
- 1984: Szkoła seksu (Joy of Sex / National Lampoon's The Joy of Sex)
- 1984: City Girl
- 1983: Dziewczyna z doliny (Valley Girl)

Reżyserowała także dla telewizji. Pracowała przy serialach: HBO Seks w wielkim mieście, Showtime Huff, CBS CSI: Kryminalne zagadki Las Vegas, CBS/UPN Strefa mroku, Showtime Trawka.